# Tingwick
Tingwick är en kommun i provinsen Québec i provinsen Québec i Kanada. Den ligger i regionen Centre-du-Québec, i den sydöstra delen av landet, 290 km öster om huvudstaden Ottawa. Antalet invånare var 1 484 vid folkräkningen 2021. Landarean är 169 kvadratkilometer.